# Sokotraguldvingefink
Sokotraguldvingefink (Rhynchostruthus socotranus) är en fågel i familjen finkar inom ordningen tättingar.

## Utbredning och systematik
Sokotraguldvingefinken förekommer enbart på ön Sokotra. Den behandlas vanligen som monotypisk, det vill säga att den inte delas in i några underarter. Tidigare inkluderades även arabisk guldvingefink i arten, men denna urskiljs numera allmänt som egen art.

## Status och hot
Arten har ett begränsat utbredningsområde, men beståndet anses vara stabilt. Utifrån dessa kriterier kategoriserar internationella naturvårdsunionen IUCN arten som livskraftig (LC).